# Sas-kői-kisbarlang
A Sas-kői-kisbarlang a Duna–Ipoly Nemzeti Parkban lévő Visegrádi-hegységben található egyik barlang. Szentendre területén van.

## Leírás
A Sas-kői-kisbarlang a Sas-kövi-barlangtól Ny-ra kb. 100 m-re, a sziklafal legaljában helyezkedik el. A barlang bejárata felett található sziklafalra egy vörös kőlapon lévő Magyarország térkép van felerősítve. A bejárat szélessége 2,3 m és magassága 1,1 m. A bejárat felett 2 m-re 50×30 cm-es foltban hematit réteg látható a falon.
Az andezittufában kialakult, befelé nagyon lejtő, kis méretű üreg hossza 2,3 m. Az üregben borostyánok élnek.

## Kialakulás
Kialakulására kétféle elképzelés van:
- Talán egy kifelé lejtő, mállásos üreg lehetett, a jelenlegi – befelé lejtő – állapotát az üreg elé hullott és a belehullott lejtőtörmelék és a talaj okozhatja.
- Nem kizárható az sem, hogy ez az üreg is egy régi táró – kutatótáró (hematit réteg a falon) – bejáratának a felső része.

## Kutatástörténet
1997-ben Gönczöl Imréék találtak rá és írták le, térképezték fel a barlangot. A 2001. november 12-én elkészült, Magyarország nemkarsztos barlangjainak irodalomjegyzéke című kézirat barlangnévmutatójában szerepel a Sas-kői-kisbarlang. A barlangnévmutatóban meg van említve 1 irodalmi mű, amely foglalkozik a barlanggal. A 366. tétel nem említi, a 365. tétel említi. A 2014. évi Karsztfejlődésben megjelent tanulmányban az olvasható, hogy a Visegrádi-hegység 101 barlangjának egyike a Szentendrén található Sas-kői-kisbarlang, amely 2,3 m hosszú és 2,5 m függőleges kiterjedésű.